# Siliqua (Italia)
Siliqua (en sardo: Silìcua) es un municipio de Italia de 4.046 habitantes en la provincia de Cerdeña del Sur, región de Cerdeña. Está situado a 25 km al noroeste de Cagliari, en una llanura sobre el curso del río Cixerri.
En el territorio se encuentra presente la industria del agua con mineralización muy débil, aunque también importante es la tradición artesanal, en particular la producción de cestas y objetos similares. 

## Lugares de interés
- Iglesia parroquial de San Giorgio.
- Castillo de Acquafredda (siglo XIII).

## Evolución demográfica
| Gráfica de evolución demográfica de Siliqua entre 1861 y 2011 |
|                                                               |
| Fuente ISTAT - Elaboración gráfica de Wikipedia               |